# Барг Михайло Абрамович
Михайло Абрамович Барг (* 1 травня 1915, містечко Сатаново Подільської губернії, нині смт Сатанів Городоцького району Хмельницької області — † 21 травня 1991, Москва) — український та радянський історик. Доктор історичних наук (1958). Професор (1960). Член Королівського історичного товариства Великої Британії.

## Життєпис
Михайло Барг народився в сім'ї адвоката Абрама Мойсейовича й учительки Рози Натанівни. Коли Михайлові було два роки, помер батько. Матері довелося одній виховувати двоє дітей — Михайла та його молодшу сестру.
Закінчивши сім класів, 1930 року 15-річний Михайло вступив до автодорожнього технікуму в Кам'янці-Подільському.
У 1932—1934 роках навчався в Кам'янець-Подільському інституті соціального виховання (нині Кам'янець-Подільський національний університет імені Івана Огієнка).
У 1934—1936 роках навчався в Київському педагогічному інституті. Після закінчення інституту Михайла Барга призвали в армію. Він потрапив в однорічну школу курсантів танкового полку в Житомирі. 1937 року демобілізувався у званні молодшого лейтенанта. Він отримав направлення на роботу в село Драганівка (нині Чемеровецького району Хмельницької області), де працював спочатку завучем, а потім директором школи.
В 1939 році, «бажаючи спеціалізуватися зі всесвітньої історії», Барг поїхав у Харків. Там він вступив на четвертий курс історичного факультету Харківського університету. Навесні 1941 року отримав диплом із відзнакою. Михайла Абрамовича залишили в аспірантурі при університеті.
У 1968—1991 роках працював в Інституті загальної історії АН СРСР.

## Наукова діяльність
Барг — фахівець з історії Англії доби феодалізму та нового часу, Європи V—XVIII століть, європейської культури, теорії буржуазних революцій.
Перший у вітчизняній науці розкрив категорію «час історичний». Останні роки приділяв увагу вивченню теоретичних проблем цивілізаційної теорії.
Учасник симпозіумів і міжнародних конференцій з історії та історіографії в Будапешті (1986), Берліні (1988), Мадриді та Стокгольмі (1990), 9-го Міжнародного конгресу з економічної історії в Берні (1986), науковий керівник 1-ї Міжнародної конференції з порівняльної історії цивілізації (1990).

### Праці
- Кромвель и его время. — Москва, 1950.
- Исследования по истории английского феодализма в XI—XIII вв. — Москва, 1962.
- Понятие всемирно-исторического как познавательный принцип марксистской исторической науки. — Москва, 1973.
- Проблемы социальной истории в освещении современной западной медиевистики. — Москва, 1973.
- Шекспир и история. — Москва, 1976.
- Категории и методы исторической науки. — Москва, 1984.
- Эпохи и идеи. Становление историзма. — Москва, 1987.
- Великие социальные революции XVII—XVIII веков в структуре переходной эпохи от феодализма к капитализму. — Москва, 1990 (у співавторстві).
- Великая английская революция в портретах ее деятелей. — Москва, 1991.
- От Макиавелли до Юма: Становление историзма. — Москва, 1998 (у співавторстві).